# Stow Maries
 (avril 2023).
Pour les articles homonymes, voir Stow et Maries.
Stow Maries est un village et une paroisse civile de l'Essex, en Angleterre. Il est situé à l'ouest de la péninsule de Dengie (en).

## Aérodrome
À Stow Maries se trouve un aérodrome historique, créé en 1916, et qui a été utilisé par le Royal Flying Corps (devenu plus tard la Royal Air Force) pendant la Première Guerre mondiale. Il a été classé car il s'agit de l'aérodrome le mieux préservé, avec ses bâtiments de l'époque de la Première Guerre mondiale. Il est ouvert au public en tant qu'attraction touristique.